# Прва влада Николе Христића
Прва влада Николе Христића је била на власти од 22. новембра 1867. до 21. јуна 1868. (по старом календару).

## Чланови владе
| Функција                                                  | Слика               | Име и презиме               | Детаљи                     |
| --------------------------------------------------------- | ------------------- | --------------------------- | -------------------------- |
| Председник министарског савета и министар унутрашњих дела |                     | Никола Христић              |                            |
| Министар иностраних дела                                  |                     | Милан Петронијевић          |                            |
| Министар правде                                           |                     | Рајко Лешјанин              |                            |
| Министар финансија                                        |                     | Коста Цукић                 |                            |
| Министар просвете и црквених дела                         |                     | Коста Цукић                 | заступник, до 1/13.1.1868. |
| Министар просвете и црквених дела                         | Димитрије Црнобарац |                             |                            |
| Министар војске                                           |                     | Миливоје Петровић Блазнавац |                            |
| Министар грађевина                                        |                     | Миливоје Петровић Блазнавац | заступник                  |